# Рубанників
Руба́нників — село в Україні, у Коропській селищній громаді Новгород-Сіверського району Чернігівської області. Населення становить 9 осіб. До 2016 у складі Атюшівської сільської ради. Від 2016 орган місцевого самоврядування — Коропська селищна рада.

## Символіка
На гербі зображений рубанок що символізує назву села (герб є промовистим). Дві сокири (рубати) також веде до назви села, а разом із шишкою та зеленим кольором говорить про те, що село лежить серед лісового масиву.

## Історія
У середині XIX століття навколо Атюші почали засновуватись хутори. Хутір Рубаників заснували після визволення селян у 1875 році. Першими його поселенцями стали Прокіп та Клим Рубаники.
12 червня 2020 року, відповідно до розпорядження Кабінету Міністрів України № 730-р «Про визначення адміністративних центрів та затвердження територій територіальних громад Чернігівської області», увійшло до складу Коропської селищної громади.
19 липня 2020 року, в результаті адміністративно-територіальної реформи та ліквідації Коропського району, увійшло до складу Новгород-Сіверського району Чернігівської області.